# Normativa elettorale dell'Italia

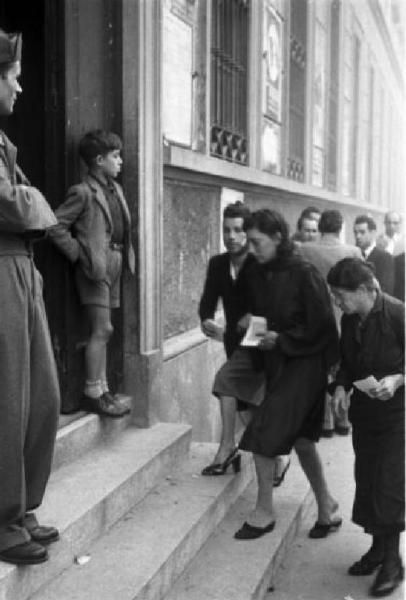
Cittadine italiane si recano a votare il 2 giugno 1946

La normativa elettorale italiana è il complesso delle disposizioni giuridiche che disciplinano le materie correlate allo svolgimento delle votazioni in Italia. I suoi principi generali sono enunciati dalla Costituzione, mentre le norme di maggior dettaglio sono fissate da leggi ordinarie.
In Italia il suffragio universale fu introdotto nel 1945 e fu applicato per la prima volta l'anno successivo. I diritti all'elettorato attivo e all'elettorato passivo non risultano perfettamente coincidenti, essendo in vigore delle limitazioni di età per le candidature alle elezioni politiche ed europee. Ad alcune consultazioni possono prendere parte, in qualità di elettori e come candidati, anche i cittadini degli altri Stati membri dell'Unione europea. Oltre alle diverse categorie di elezioni, attraverso le quali la collettività sceglie i titolari delle cariche pubbliche elettive, in Italia è prevista la possibilità di ricorrere allo strumento del referendum popolare.
La Costituzione qualifica l'esercizio del diritto di voto come un «dovere civico»; ciascun elettore esprime il proprio voto in modo libero, segreto e anonimo su di una scheda elettorale, utilizzando un'apposita matita copiativa. Le modalità di presentazione delle candidature, la definizione del sistema elettorale e la propaganda politica sono regolamentate dalla legge.

## Tipi di votazione

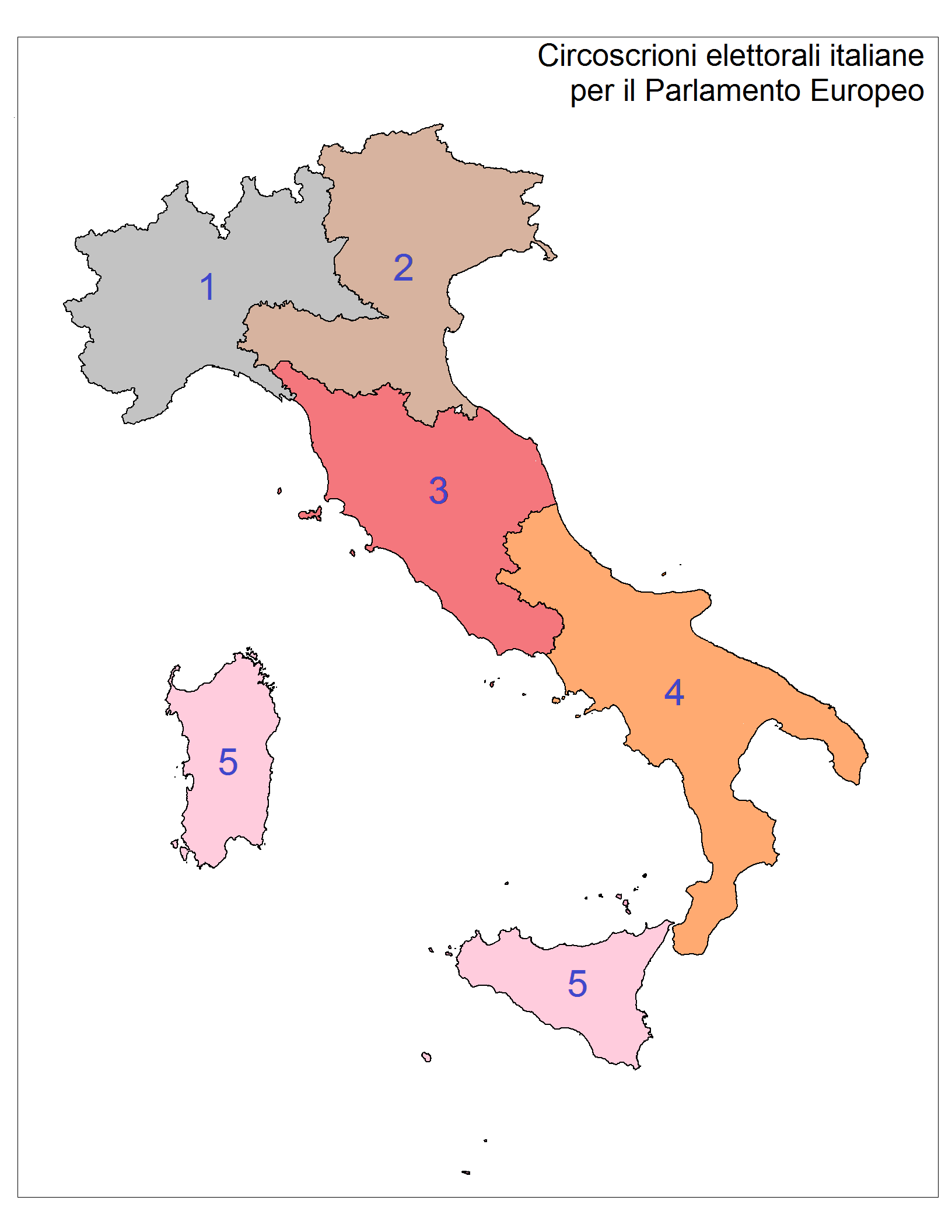
Partizione del territorio italiano in circoscrizioni ai fini dell'elezione dei componenti del Parlamento europeo

L'ordinamento italiano contempla i seguenti tipi di consultazione elettorale pubblica:
- le elezioni politiche, in occasione delle quali si vota per l'elezione dei 400 componenti della Camera dei deputati e dei 200 membri elettivi del Senato della Repubblica;[N 11]
- le elezioni europee, in occasione delle quali si vota per l'elezione dei 76 membri del Parlamento europeo spettanti all'Italia;[N 12][N 13][1]
- le elezioni regionali, in occasione delle quali si vota per l'elezione del presidente della giunta regionale e del consiglio regionale;[N 14]
- le elezioni amministrative, in occasione delle quali si vota per l'elezione del sindaco e del consiglio comunale[N 15] (in Valle d'Aosta si elegge contestualmente il vicesindaco;[N 16] nelle grandi città si vota inoltre per i consigli circoscrizionali[N 17]).

Dal 1951 al 2013 queste ultime comprendevano le elezioni sia comunali sia provinciali, in occasione delle quali si votava per l'elezione del presidente della provincia e del consiglio provinciale. Dal 2014 in poi le elezioni provinciali si svolgono a suffragio ristretto, in quanto il consiglio provinciale è eletto dai membri dei relativi consigli comunali.
Ciascuna categoria di votazione si svolge di norma ogni cinque anni.
In Italia è previsto inoltre l'istituto del referendum popolare. La Costituzione disciplina le tipologie di referendum elencate di seguito:
- il referendum abrogativo di una legge ordinaria;[N 24]
- il referendum confermativo di una legge costituzionale;[N 25]
- il referendum relativo alla fusione di regioni esistenti o all'istituzione di nuove regioni;[N 26]
- il referendum relativo al passaggio di province e comuni da una regione a un'altra;[N 26]
- il referendum regionale, anche di carattere propositivo, relativo a leggi e provvedimenti amministrativi della regione.[N 27][N 28][N 29]

## Chi può votare

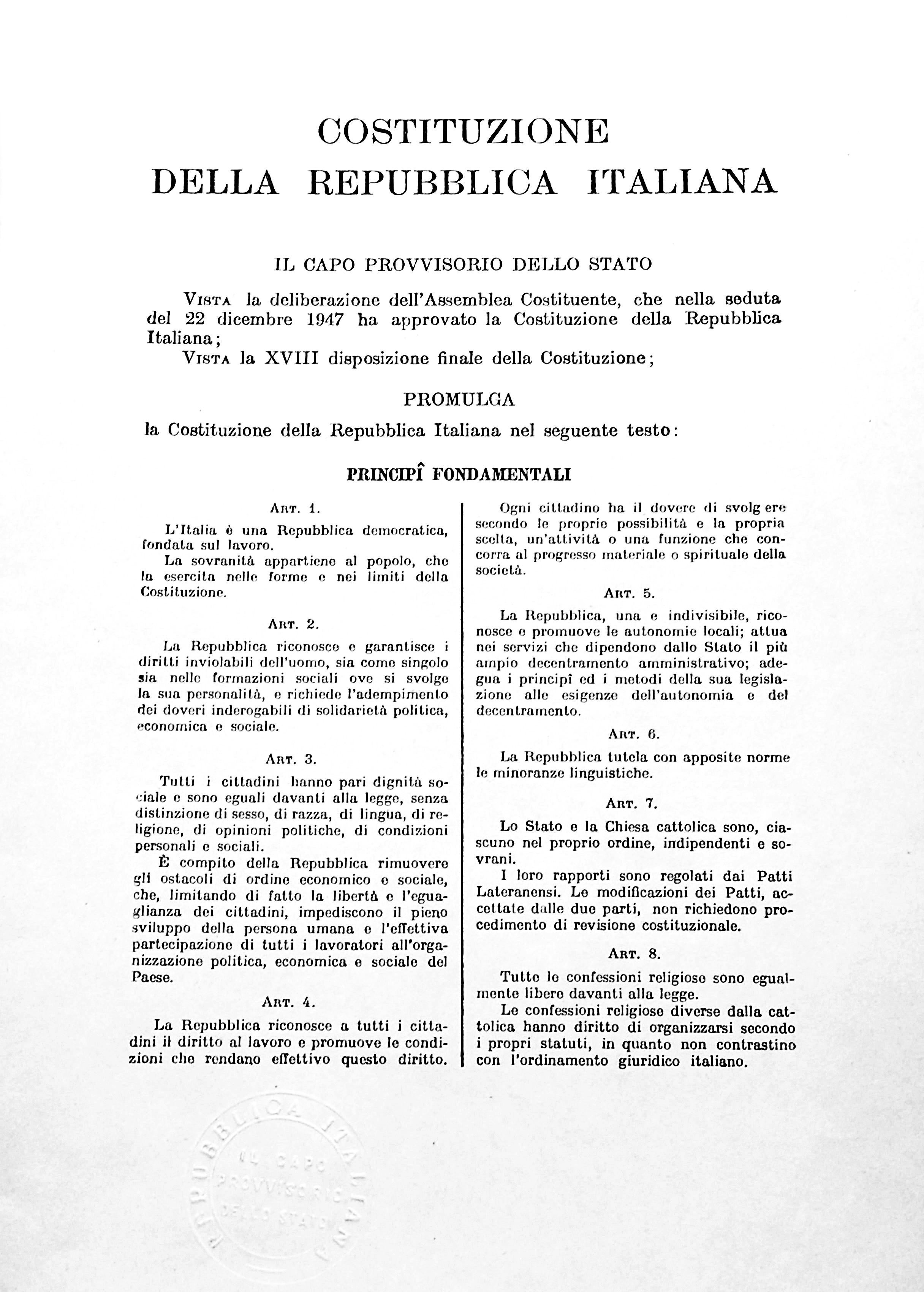
La Costituzione italiana sancisce il principio del suffragio universale

In Italia il diritto di voto (elettorato attivo) è garantito dal principio del suffragio universale; di conseguenza, tutti i cittadini italiani maggiorenni sono iscritti d'ufficio nelle liste degli elettori.
L’8 luglio 2021 il Parlamento ha approvato in via definitiva il disegno di legge costituzionale di modifica all’articolo 58 della Costituzione che regola l’elezione del Senato. La riforma approvata ha modificato l’età necessaria per eleggere i senatori, portandola da 25 a 18 anni di età. Pertanto, chiunque abbia compiuto la maggiore età può votare sia per la Camera dei Deputati sia per il Senato della Repubblica.
L'introduzione del suffragio universale risale al 1945 con l'estensione del diritto di voto alle donne: in precedenza, la facoltà di partecipare alla vita politica era appannaggio esclusivo dei cittadini maschi. In particolare, con l'unità d'Italia era stata mutuata la normativa del Regno di Sardegna, che prevedeva un suffragio ristretto per sesso, età, grado di istruzione e censo; un primo allargamento della base elettorale fu determinato nel 1882. Nel 1912 furono ammessi al diritto di voto tutti i maschi che avessero compiuto i 30 anni, mentre per gli uomini di età inferiore rimanevano in vigore delle restrizioni basate sul reddito e sul titolo di studio. Tali condizioni furono definitivamente abolite nel 1918, allorché fu adottato il suffragio universale maschile. Nel 1975 la maggiore età fu infine portata da 21 a 18 anni.
I cittadini degli altri stati membri dell'Unione europea residenti in Italia hanno diritto di voto alle elezioni per il Parlamento europeo e alle elezioni amministrative, purché abbiano fatto richiesta al sindaco del comune di residenza entro il 90º giorno antecedente le votazioni nel primo caso, ed entro il 40º giorno precedente le elezioni nel secondo caso.
La Costituzione qualifica l'esercizio del diritto di voto da parte degli elettori come un «dovere civico». Il diritto di voto può essere sospeso temporaneamente oppure revocato in via permanente solo nel caso di condanna penale per alcuni tipi di reato (interdizione dai pubblici uffici) e negli altri casi espressamente indicati dalla legge (misure di prevenzione e di sicurezza).

## Chi può essere eletto

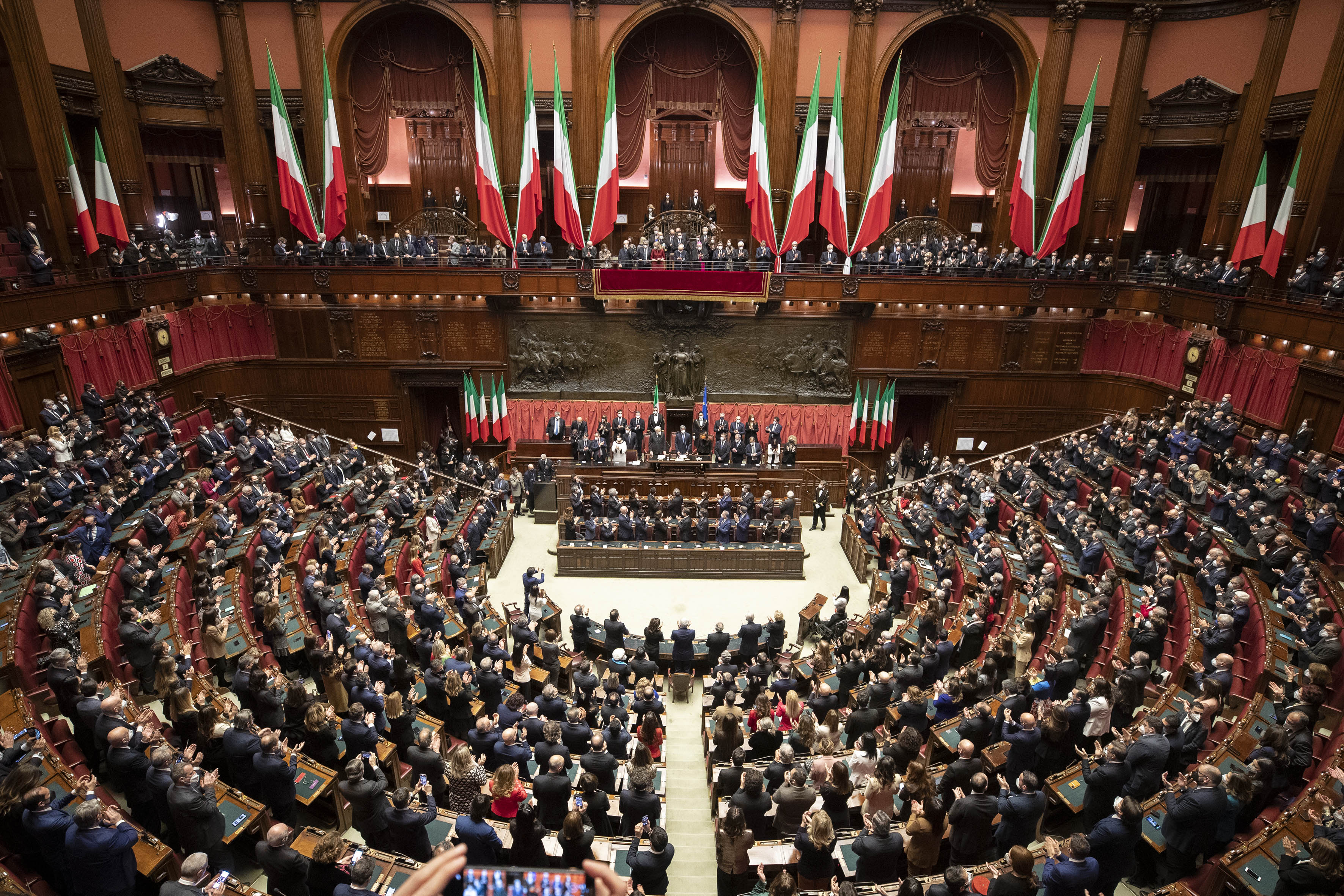
L'aula della Camera dei deputati

Il diritto di candidarsi a ricoprire cariche elettive (elettorato passivo) è riconosciuto a tutti i cittadini italiani maggiorenni.
Per le candidature alle elezioni politiche ed europee sono previste delle limitazioni di età: è necessario aver compiuto 25 anni per la Camera e per il Parlamento europeo, mentre per il Senato occorre aver raggiunto i 40 anni di età.
La legge stabilisce che non possono essere eletti alla Camera e al Senato:
- i presidenti della provincia e i sindaci dei comuni con popolazione superiore a 20 000 abitanti, mentre sono in carica e nei sei mesi successivi al termine del mandato (salvo il caso di elezioni anticipate);
- il capo della polizia, il vicecapo della polizia e gli ispettori generali di pubblica sicurezza;
- i capi di gabinetto dei ministeri;
- i prefetti, i viceprefetti e i funzionari di pubblica sicurezza;
- gli ufficiali generali, gli ammiragli e gli ufficiali superiori delle forze armate nella circoscrizione del loro comando territoriale;
- i magistrati (esclusi quelli in servizio presso le giurisdizioni superiori) nelle circoscrizioni di loro assegnazione o giurisdizione, nei sei mesi antecedenti l'accettazione della candidatura;
- i diplomatici, i consoli, i viceconsoli non onorari e gli ufficiali addetti alle ambasciate, legazioni e consolati esteri – tanto residenti in Italia quanto all'estero – e coloro che, pur conservando la cittadinanza italiana, si trovano alle dipendenze di un governo estero;
- i componenti della Corte costituzionale;
- coloro i quali intrattengono determinati rapporti di natura economica con lo Stato.

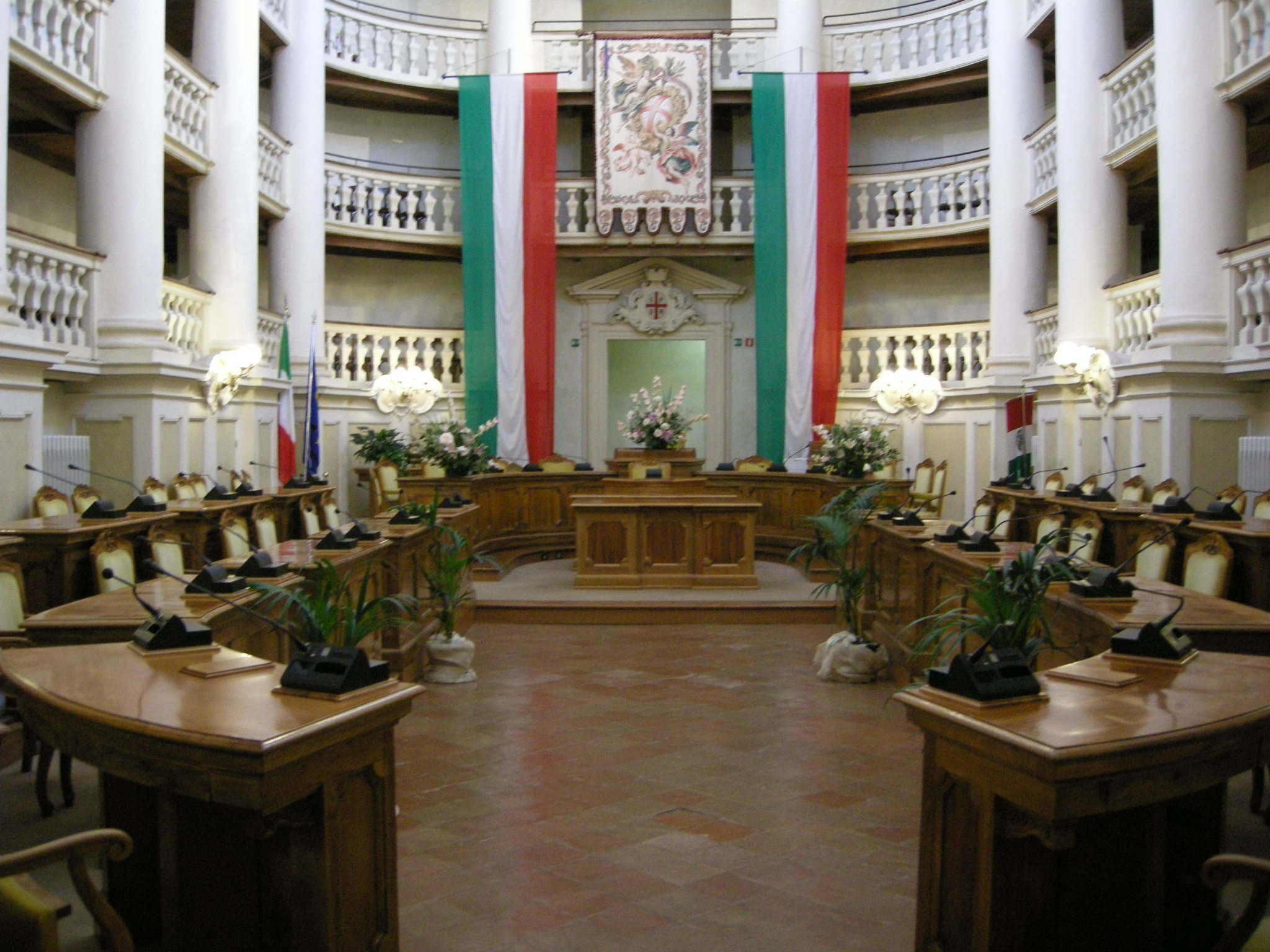
L'aula del consiglio comunale di Reggio Emilia

Non sono eleggibili alle consultazioni amministrative:
- il capo della polizia, il vicecapo della polizia, gli ispettori generali di pubblica sicurezza e i dipendenti statali che rivestono le funzioni di direttore generale;
- i commissari governativi, i prefetti, i viceprefetti e i funzionari di pubblica sicurezza nel loro ambito territoriale di competenza;
- gli ecclesiastici e i ministri di culto nel territorio in cui svolgono le proprie funzioni;
- coloro che esercitano poteri di controllo istituzionale sull'amministrazione del comune o della provincia;
- i giudici di pace e i magistrati appartenenti alle corti d'appello, ai tribunali ordinari e ai tribunali amministrativi regionali del territorio interessato dalle elezioni;
- i dipendenti del comune per il rispettivo consiglio;
- il direttore generale, il direttore amministrativo e il direttore sanitario delle aziende sanitarie locali e ospedaliere;
- i legali rappresentanti e i dirigenti delle società per azioni controllate dal comune o dalla provincia;
- gli amministratori e gli impiegati che svolgono mansioni di gestione all'interno di istituti, consorzi o aziende dipendenti dal comune o dalla provincia;
- coloro che già ricoprono una carica elettiva in un altro ente locale dello stesso livello.

Chi ha esercitato le funzioni di sindaco per due mandati consecutivi non è immediatamente rieleggibile alla medesima carica, a meno che uno dei due mandati precedenti non abbia avuto – per cause diverse dalle dimissioni – una durata inferiore a due anni, sei mesi e un giorno; un terzo incarico consecutivo è ammesso in ogni caso nelle municipalità con popolazione fino a 3 000 abitanti.
I cittadini degli altri Stati appartenenti all'Unione europea si possono candidare a consigliere comunale e, come previsto dalle normative comunitarie, a membro del Parlamento europeo spettante all'Italia.
Sono privati del diritto all'elettorato passivo tutti i cittadini soggetti alla misura dell'interdizione dai pubblici uffici o agli altri provvedimenti che implicano la perdita del diritto di voto. La cosiddetta legge Severino vieta inoltre di presentare la propria candidatura, per le elezioni politiche ed europee, a coloro che abbiano riportato condanne penali definitive superiori a due anni di reclusione; la durata del periodo di incandidabilità dipende dall'illecito commesso e non può essere in ogni caso inferiore a sei anni. La medesima norma stabilisce altresì che non si possono candidare alle consultazioni regionali e amministrative i cittadini condannati in via definitiva per alcune categorie di reati oppure indiziati di appartenere a un'associazione di tipo mafioso o con finalità sovversive. I sindaci e i presidenti della provincia riconosciuti colpevoli di dissesto finanziario non possono candidarsi ad alcuna carica per un periodo di dieci anni.
La Costituzione sancisce il principio del libero mandato per coloro che ricoprono un incarico elettivo, con esplicito riferimento ai parlamentari.

## Come si vota
Le più piccole circoscrizioni in cui è suddiviso il territorio italiano sono le sezioni elettorali, la cui definizione compete ai singoli comuni nei limiti dei vincoli fissati dalla legge. Le sezioni elettorali di ciascun comune sono identificate da un numero progressivo. Ogni cittadino viene iscritto di norma nelle liste degli elettori della sezione nel cui ambito territoriale è compreso il suo luogo di residenza; il numero della sezione in cui l'elettore risulta iscritto è riportato sulla tessera elettorale, il documento personale che permette l'esercizio del diritto di voto. Nell'aprile del 2025, in seguito all'approvazione di un emendamento al decreto legge "Elezioni" in Commissione Affari costituzionali del Senato, è stata apportata una modifica all'articolo 5 del Decreto del presidente della Repubblica del 1967 sui registri elettorali, eliminando così la distinzione fra elettori maschi e femmine nelle liste elettorali generali (comprendenti tutti i cittadini maggiorenni iscritti all'anagrafe nazionale o dei residenti all'estero), ma non nelle liste sezionali (includenti i cittadini che votano nello stesso seggio e nella stessa sezione elettorale del loro comune). Inoltre, è stata eliminata anche la necessità di indicare il cognome del marito per le donne sposate. Tali modifiche sono entrate ufficialmente in vigore dopo i referendum abrogativi del giugno seguente.
In occasione delle votazioni, per ogni sezione viene appositamente istituito un seggio elettorale denominato «ufficio elettorale di sezione», a cui compete la gestione delle operazioni di voto e di scrutinio. generalmente i seggi sono allestiti all'interno degli edifici scolastici.
In ogni ufficio elettorale di sezione prestano servizio un presidente, un numero variabile di scrutatori (uno dei quali svolge le funzioni di vicepresidente) e un segretario: i loro compiti consistono nel sovrintendere allo svolgimento di tutte le procedure che hanno luogo nella sala della votazione, tutelando in particolare la libera espressione del voto da parte degli elettori. Al seggio possono avere accesso, se regolarmente accreditati secondo le modalità previste dalla legge, i rappresentanti dei candidati (o dei gruppi parlamentari e dei comitati promotori in caso di referendum).
Per poter esercitare il proprio diritto di voto, l'elettore deve presentarsi di persona al seggio elettorale corrispondente alla sezione in cui è iscritto; dunque non è ammesso il voto per delega. È necessario inoltre esibire la tessera elettorale e un documento di riconoscimento valido o scaduto da non più di tre anni.

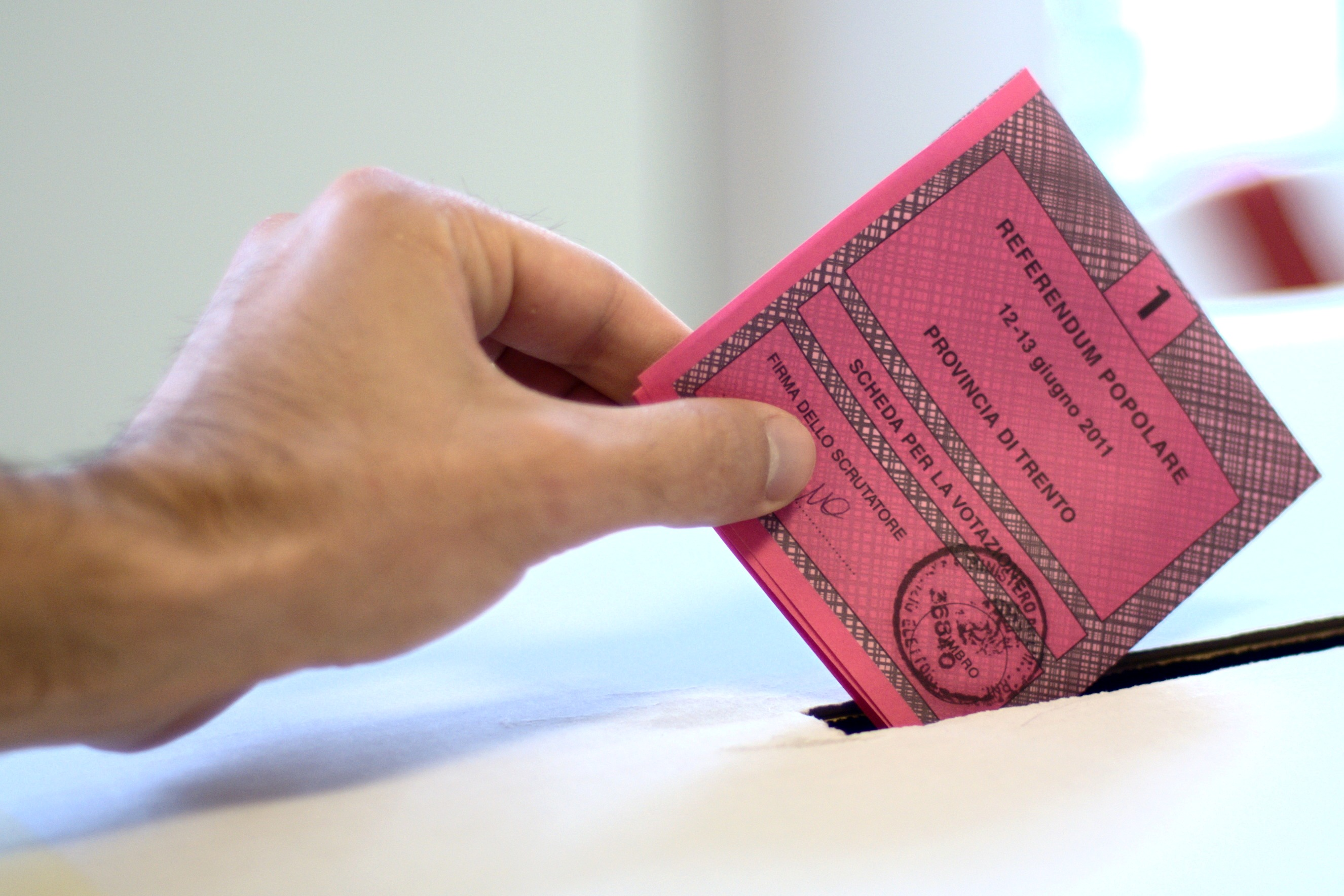
Per poter votare, l'elettore si deve recare all'ufficio elettorale di sezione in cui è iscritto

L'elettore esprime materialmente il proprio voto su di un foglio prestampato detto «scheda elettorale», utilizzando la matita copiativa che gli viene consegnata; la scheda deve essere compilata in modo riservato all'interno di un'apposita cabina, pena l'annullamento del voto stesso. È vietato portare con sé in cabina fotocamere, telefoni cellulari o altri dispositivi atti a registrare immagini. Le modalità specifiche di voto dipendono dalla tipologia di votazione e dal sistema elettorale in vigore: generalmente è possibile tracciare un segno sul nome del candidato prescelto o sul simbolo della lista elettorale prescelta o su entrambi; in alcuni casi sono consentiti il voto di preferenza, ovvero la facoltà di scegliere uno o più candidati all'interno di una lista, e il voto disgiunto, cioè la possibilità di votare per una lista non collegata al candidato prescelto. Nei referendum la scheda reca i riquadri corrispondenti alle due opzioni «sì» e «no». L'elettore deve infine ripiegare la scheda votata e restituirla al presidente o al vicepresidente dell'ufficio elettorale di sezione, il quale provvede a depositarla pubblicamente in un'urna. Insieme alla scheda deve essere riconsegnata anche la matita.
Allo scopo di garantire l'esercizio del diritto di voto ai cittadini affetti da grave infermità, i ciechi e gli amputati delle mani sono autorizzati – sotto opportune condizioni stabilite dalla legge – a farsi accompagnare in cabina da un altro elettore che esprima il voto per loro, mentre le persone la cui vita dipende da apparecchiature elettromedicali hanno facoltà di votare a domicilio. I degenti in ospedale possono fare richiesta, entro il terzo giorno antecedente le elezioni, di votare nel luogo di ricovero. Gli elettori non deambulanti provvisti di certificato medico sono ammessi a votare in qualsiasi seggio elettorale privo di barriere architettoniche. I componenti del seggio, i vigili del fuoco, i poliziotti, i militari, gli aviatori e i naviganti hanno la facoltà di votare nel luogo in cui si trovano. I cittadini italiani residenti o dimoranti temporaneamente all'estero possono votare – solo per le elezioni politiche e i referendum nazionali – tramite servizio postale, a meno che non si trovino in un paese in cui tale pratica non è possibile per circostanze esterne.

Modello di scheda elettorale per le elezioni politiche

Sono previste sanzioni penali per i cittadini che si presentino a votare senza averne diritto oppure assumendo un'identità falsa, così come per gli elettori che esprimano il proprio voto più di una volta in una stessa consultazione. La condanna a una pena detentiva per un reato in materia elettorale comporta in ogni caso l'interdizione dai pubblici uffici e la sospensione o la revoca del diritto di voto.
Lo spoglio delle schede e il conteggio dei voti sono effettuati dai componenti dell'ufficio elettorale di sezione; l'attribuzione dei voti, in particolare, spetta al presidente di seggio. A questo proposito, la legge stabilisce il principio secondo il quale il voto debba essere assegnato ogniqualvolta sia ragionevolmente possibile desumere la volontà dell'elettore, a condizione che quest'ultimo non abbia reso chiaramente riconoscibile il proprio voto. Qualunque cittadino può assistere allo scrutinio della sezione in cui è iscritto, senza toccare le schede; in casi di necessità il presidente di seggio può chiedere l'allontanamento da parte della forza pubblica di chiunque ostacoli il corretto svolgimento delle operazioni. La dichiarazione dei risultati dello scrutinio è un provvedimento di natura amministrativa, e quindi impugnabile. Per quanto riguarda le elezioni politiche, i tribunali amministrativi sono incompetenti: come prescritto dalla legge, le decisioni definitive sugli eventuali reclami spettano esclusivamente agli organi di verifica dei poteri della Camera dei deputati e del Senato della Repubblica.

## Come ci si candida

I movimenti politici che rappresentano le minoranze linguistiche d'Italia possono beneficiare di procedure agevolate per la presentazione delle candidature alle elezioni politiche ed europee

La presentazione di una candidatura comporta in genere una raccolta di firme. Per poter concorrere alle elezioni, ciascuna lista di candidati deve presentare una dichiarazione sottoscritta da un numero di elettori dipendente dal tipo di votazione e dalla popolazione della circoscrizione elettorale o del territorio interessato. Le firme debbono essere raccolte e autenticate nell'intervallo di tempo indicato dalla legge, a pena del loro annullamento. Nessun elettore può sottoscrivere più di una lista di candidati.
Nel dettaglio, per poter prendere parte all'elezione della Camera dei deputati e del Senato della Repubblica, è previsto che ciascuna lista debba presentare almeno 1 500 e non più di 2 000 firme in ogni collegio plurinominale.
Per essere ammessa alla consultazione per il rinnovo del Parlamento europeo, ogni lista di candidati deve essere sottoscritta da un numero di cittadini compreso fra 30 000 e 35 000; il corpo elettorale di ciascuna regione appartenente al territorio della circoscrizione deve essere rappresentato da almeno 3 000 firme, a pena della nullità della procedura.
Tanto per le elezioni politiche quanto per le europee, restano esonerati dai suddetti adempimenti – sotto opportune condizioni – i partiti già presenti in Parlamento e i gruppi politici rappresentativi di minoranze linguistiche riconosciute dalla Costituzione.

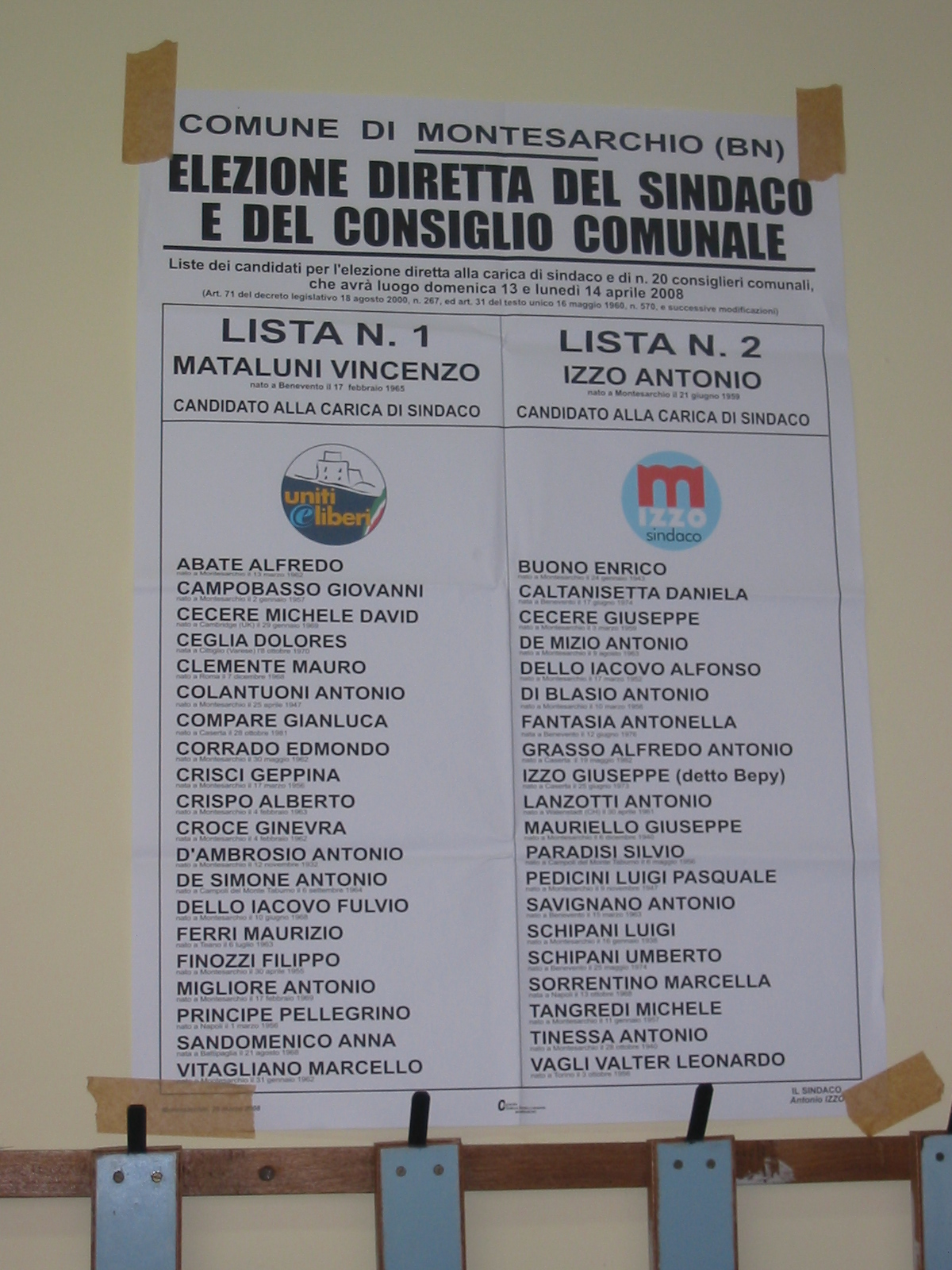
Manifesto ufficiale recante i nominativi dei candidati a una consultazione elettorale

Nelle regioni a statuto ordinario, ciascuna candidatura alla carica di presidente deve 
essere sostenuta da un numero di firme pari a quello stabilito per l'elezione del Senato. Ogni lista di candidati alla carica di consigliere regionale deve inoltre essere approvata da:
- almeno 2 000 e non più di 3 000 elettori nelle circoscrizioni provinciali con popolazione superiore a 1 000 000 di abitanti;
- almeno 1 750 e non più di 2 500 elettori nelle circoscrizioni provinciali con popolazione superiore a 500 000 abitanti e non superiore a 1 000 000 di abitanti;
- almeno 1 000 e non più di 1 500 elettori nelle circoscrizioni provinciali con popolazione superiore a 100 000 e non superiore a 500 000 abitanti;
- almeno 750 e non più di 1 100 elettori nelle circoscrizioni provinciali con popolazione non superiore a 100 000 abitanti.

Qualora le elezioni politiche o regionali siano anticipate di oltre 120 giorni rispetto alla scadenza del mandato, il numero di firme da presentare è ridotto della metà.
Per quanto riguarda le consultazioni amministrative, la legge dispone che ogni dichiarazione di candidatura alla carica di sindaco e ciascuna lista siano sottoscritte da:
- almeno 1 000 e non più di 1 500 elettori nei comuni con popolazione superiore a 1 000 000 di abitanti;
- almeno 500 e non più di 1 000 elettori nei comuni con popolazione superiore a 500 000 abitanti e non superiore a 1 000 000 di abitanti;
- almeno 350 e non più di 700 elettori nei comuni con popolazione superiore a 100 000 e non superiore a 500 000 abitanti;
- almeno 200 e non più di 400 elettori nei comuni con popolazione superiore a 40 000 e non superiore a 100 000 abitanti;
- almeno 175 e non più di 350 elettori nei comuni con popolazione superiore a 20 000 e non superiore a 40 000 abitanti;
- almeno 100 e non più di 200 elettori nei comuni con popolazione superiore a 10 000 e non superiore a 20 000 abitanti;
- almeno 60 e non più di 120 elettori nei comuni con popolazione superiore a 5 000 e non superiore a 10 000 abitanti;
- almeno 30 e non più di 60 elettori nei comuni con popolazione superiore a 2 000 e non superiore a 5 000 abitanti;
- almeno 25 e non più di 50 elettori nei comuni con popolazione compresa fra 1 000 e 2 000 abitanti.

Per le elezioni amministrative nelle municipalità con popolazione inferiore a 1 000 abitanti non è prevista alcuna raccolta di firme.

## Sistema elettorale
In Italia sono in vigore sistemi elettorali differenti per i vari tipi di votazione.
Per quanto riguarda le elezioni politiche, dal 2017 è in vigore la legge Rosato, un sistema elettorale misto a separazione completa: in ciascuno dei due rami del Parlamento, il 37% dei seggi assembleari è attribuito con un sistema maggioritario uninominale a turno unico, mentre il 61% degli scranni viene ripartito fra le liste concorrenti mediante un meccanismo proporzionale corretto con diverse clausole di sbarramento. Le candidature per quest'ultima componente sono presentate nell'ambito di collegi plurinominali, a ognuno dei quali spetta un numero prefissato di seggi; l'elettore non dispone del voto di preferenza né del voto disgiunto. La Costituzione stabilisce altresì che otto deputati e quattro senatori debbano essere prescelti dai cittadini italiani residenti all'estero.
| Camera dei deputati | Camera dei deputati                      | Camera dei deputati | Camera dei deputati | Senato della Repubblica | Senato della Repubblica                  | Senato della Repubblica | Senato della Repubblica |
|                     |                                          |                     |                     |                         |                                          |                         |                         |
| Metodo di elezione  | Metodo di elezione                       | Seggi               | %                   | Metodo di elezione      | Metodo di elezione                       | Seggi                   | %                       |
|                     | Maggioritario uninominale a turno unico  | 148                 | 37%                 |                         | Maggioritario uninominale a turno unico  | 74                      | 37%                     |
|                     | Proporzionale con sbarramento al 3%      | 244                 | 61%                 |                         | Proporzionale con sbarramento al 3%      | 122                     | 61%                     |
|                     | Voto degli italiani residenti all'estero | 8                   | 2%                  |                         | Voto degli italiani residenti all'estero | 4                       | 2%                      |

Le elezioni europee sono disciplinate da un sistema proporzionale con sbarramento al 4%; ogni elettore dispone inoltre di tre voti di preferenza. Per le liste delle minoranze linguistiche è contemplata la facoltà di collegamento con una lista nazionale.
Il presidente della giunta regionale viene eletto direttamente dai cittadini in un turno unico di votazioni; non è quindi previsto il ballottaggio. Le norme vigenti prevedono inoltre che il consiglio regionale sia eletto contestualmente al presidente mediante un sistema proporzionale con premio di maggioranza. Quattro quinti dei seggi assembleari sono attribuiti proporzionalmente, sulla base di liste presentate nelle diverse province; sono ammessi il voto di preferenza e il voto disgiunto. Le liste che hanno ottenuto una percentuale inferiore al 3% dei voti non ottengono alcun seggio, a meno che non siano collegate a un candidato presidente che abbia superato il 5% dei consensi a livello complessivo. Un quinto dei seggi è assegnato sulla base di liste regionali (i cosiddetti «listini») il cui capolista è il candidato alla presidenza. La coalizione più votata fa eleggere in blocco tutti i candidati del proprio listino, con la seguente eccezione: se le liste provinciali collegate alla lista regionale vincente hanno ottenuto almeno il 50% dei seggi, alla nuova maggioranza è attribuita solo la metà dei seggi riservati al listino, mentre il resto viene distribuito tra le liste di opposizione. In ogni caso, il presidente eletto ha diritto a una maggioranza stabile in consiglio (clausola di governabilità): se l'insieme delle liste a lui collegate ha ottenuto meno del 40% dei seggi, oltre alla totalità dei seggi del listino gli viene attribuita una quota ulteriore di consiglieri che gli permetta di raggiungere il 55%. Le regioni Abruzzo, Calabria, Campania, Emilia-Romagna, Friuli-Venezia Giulia, Lombardia, Marche, Puglia, Sardegna, Sicilia, Umbria, Toscana e Veneto hanno introdotto alcune modifiche alla normativa nazionale; in Trentino-Alto Adige e in Valle d'Aosta sono in vigore regole specifiche allo scopo di garantire la rappresentanza delle minoranze linguistiche.
Quanto alle elezioni comunali nelle municipalità con popolazione superiore a 15 000 abitanti (10 000 in Sicilia), viene eletto sindaco il candidato che ha conseguito la maggioranza assoluta dei voti validi. Qualora nessuno dei concorrenti superi la soglia del 50%, si ricorre a un ballottaggio tra i due candidati più votati al primo turno. Ai fini della distribuzione fra le liste dei seggi assembleari, si utilizza un metodo proporzionale con sbarramento al 3%; alla coalizione di liste collegate al candidato eletto sono comunque garantiti – attraverso un eventuale premio di maggioranza – almeno i tre quinti dei seggi. Quest'ultima regola non viene applicata soltanto nel particolare caso in cui i cittadini attribuiscano la maggioranza assoluta a una coalizione diversa da quella del sindaco eletto: in tale circostanza si instaura una coabitazione forzata nota colloquialmente come «anatra zoppa». Nelle elezioni comunali sono inoltre ammessi il voto disgiunto e un massimo di due voti di preferenza a favore di candidati consiglieri di genere diverso appartenenti alla medesima lista. Le consultazioni provinciali si svolgevano con un sistema analogo basato su di uno speciale meccanismo di liste bloccate, in cui i candidati dei vari partiti politici – in numero pari ai seggi disponibili – erano assegnati ciascuno a un singolo collegio uninominale.
Per le elezioni comunali nei centri minori e per le consultazioni circoscrizionali, è in vigore un sistema maggioritario a turno unico con preferenze: alla lista più votata sono assegnati i due terzi dei seggi assembleari. Qualora sia stata ammessa alle elezioni una sola lista, la consultazione viene dichiarata nulla se non vi prende parte almeno la metà degli elettori oppure se il numero dei voti validi non raggiunge almeno la metà dei votanti. Nei comuni valdostani anche il vicesindaco viene eletto direttamente dai cittadini.

## Referendum popolari
L'ordinamento italiano prevede l'istituto del referendum popolare.

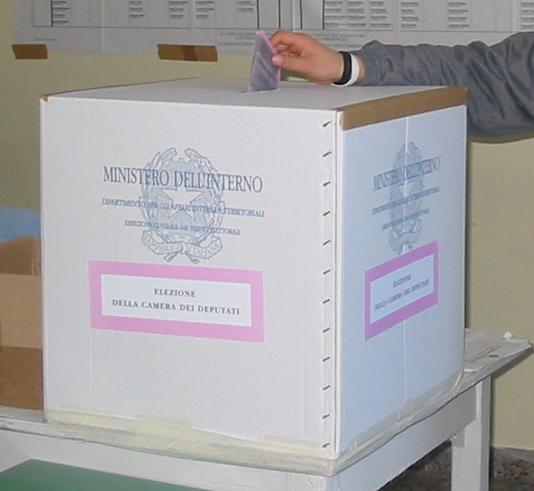
Un'urna per la votazione utilizzata in Italia

Cinque consigli regionali o 500 000 elettori possono richiedere l'indizione di un referendum finalizzato ad abrogare – in tutto o in parte – una legge ordinaria, un decreto-legge o un decreto legislativo. Non sono in ogni caso assoggettabili a referendum le leggi tributarie e di bilancio, i provvedimenti di amnistia e di indulto, nonché gli atti di ratifica dei trattati internazionali. I referendum abrogativi sono inoltre regolamentati dalle seguenti disposizioni:
- le firme dei cittadini che sostengono il referendum debbono essere raccolte nell'arco di tre mesi;[N 116]
- la domanda dev'essere depositata tra il 1º gennaio e il 30 settembre;[N 117]
- la richiesta di referendum non può essere presentata nell'anno precedente alla scadenza di una delle due Camere e nei sei mesi successivi alla data di indizione delle elezioni politiche:[N 118]
- nel caso di elezioni anticipate, il referendum già convocato viene rinviato:[N 119]
- la consultazione referendaria può avere luogo solamente tra il 15 aprile e il 15 giugno.[N 119]

Il referendum abrogativo è dichiarato valido e produce i suoi effetti se sono soddisfatte entrambe le condizioni seguenti:
- alla consultazione prende parte la maggioranza dei cittadini aventi diritto al voto (quorum);
- il numero dei voti favorevoli supera il numero dei voti contrari.

La Costituzione contempla anche la possibilità di richiedere un referendum confermativo di una legge costituzionale che sia stata approvata in seconda delibera con una maggioranza inferiore ai due terzi dei membri di ciascuna delle due Camere. In questo caso, l'istanza può essere presentata da un quinto dei componenti di una Camera, da cinque consigli regionali oppure da 500 000 elettori entro tre mesi dalla pubblicazione del provvedimento sulla Gazzetta Ufficiale. La legge costituzionale sottoposta a referendum viene promulgata se i voti favorevoli sono la maggioranza dei voti validi; non è necessario il raggiungimento di alcun quorum sul numero dei votanti.
Esistono poi due categorie di consultazioni referendarie sulla modifica delle circoscrizioni territoriali:
- il referendum che, in caso di espressione favorevole da parte dei cittadini, costituisce il presupposto di una legge costituzionale per la fusione di più regioni o per l'istituzione di una nuova regione;
- il referendum che, in caso di espressione favorevole da parte dei cittadini, costituisce il presupposto di una legge ordinaria per il distacco di una provincia o di un comune da una regione e la sua aggregazione a un'altra.

Lo statuto di ciascuna regione disciplina l'esercizio dei referendum locali, anche di natura propositiva, relativi alle leggi e ai provvedimenti amministrativi della regione medesima.

## Propaganda elettorale

Manifesti propagandistici in piazza del Duomo a Milano nel 1968

La legge prevede che, nell'imminenza di consultazioni elettorali e referendarie, la propaganda politica sia soggetta a regolamentazione.
Comizi, riunioni e altre iniziative analoghe organizzate in luoghi aperti al pubblico si possono svolgere – anche senza autorizzazione preventiva dell'autorità di pubblica sicurezza – fra il 30º giorno antecedente la data fissata per le elezioni e la mezzanotte del penultimo giorno precedente l'apertura della votazione, quando entra in vigore il cosiddetto «silenzio elettorale». Nel medesimo intervallo di tempo, la propaganda per mezzo di manifesti è ammessa esclusivamente negli appositi spazi a ciò destinati; sono invece vietate altre forme di propaganda luminosa o figurativa fissa, il lancio di volantini in luogo pubblico e la propaganda luminosa mobile. La propaganda tramite chiamate telefoniche preregistrate, posta elettronica, messaggi SMS e modalità simili è permessa solamente a condizione che sia stato preventivamente acquisito il consenso esplicito dei singoli destinatari.
A partire dal giorno in cui viene formalizzata l'indizione delle votazioni, i programmi televisivi e radiofonici sono sottoposti al principio della par condicio, in base al quale deve essere garantito il confronto a parità di condizioni tra i diversi candidati e le varie opinioni politiche. Per i notiziari, le emittenti locali e gli organi d'informazione dei partiti sono previste norme meno restrittive. Nei quindici giorni antecedenti il voto, è interdetta la pubblicazione di qualsiasi sondaggio relativo all'orientamento politico dei cittadini, anche se effettuato in precedenza.
Nel giorno fissato per la votazione, è proibita ogni forma di propaganda all'interno degli uffici elettorali di sezione e nell'area compresa in un raggio di 200 metri.

## Il voto quale dovere civico
In Italia, alle elezioni dell’Assemblea Costituente (2 giugno 1946), fu introdotto il principio della obbligatorietà del voto. Inoltre, nell’art.48 della Costituzione, al secondo comma (ancora in vigore), viene stabilito che “Il suo esercizio è dovere civico.”
L’obbligo del voto viene introdotto nella legge ordinaria, limitatamente alle elezioni politiche, dal D.P.R. n.361/1957, che nell’art.4 disponeva:
Contestualmente, l’art.115 del citato D.P.R. stabiliva le conseguenze dell’astensione, tra cui l’inserimento in un elenco nominativo degli astenuti (comma 2) e la sua esposizione per la durata di un mese nell'albo comunale (comma 3).
La sopra riportata versione dell’art.4 perdura fino alla sua modifica a seguito della Legge n.277/1993.
Nello stesso anno viene integralmente abrogato l’art.115, ovvero viene abrogato l'obbligo di compilazione dell'elenco nominativo degli astenuti.

### Riferimenti normativi
1. 1 2  Decreto legislativo luogotenenziale 2 febbraio 1945, n. 23, articolo 1.
2. ↑  Costituzione della Repubblica Italiana, articoli 56 e 58.
3. 1 2 3  Legge 24 gennaio 1979, n. 18, articolo 4.
4. ↑  Legge 24 gennaio 1979, n. 18, articoli 3 e 4.
5. 1 2  Decreto legislativo 12 aprile 1996, n. 197, articolo 1.
6. 1 2  Costituzione della Repubblica Italiana, articoli 75, 123, 132 e 138.
7. 1 2 3 4  Costituzione della Repubblica Italiana, articolo 48.
8. 1 2 3 4  Decreto del presidente della Repubblica 16 maggio 1960, n. 570 – Testo unico delle leggi per la composizione e la elezione degli organi delle amministrazioni comunali, articolo 49.
9. 1 2 3  Legge 25 marzo 1993, n. 81, articolo 3.
10. 1 2  Legge 4 aprile 1956, n. 212.
11. 1 2  Costituzione della Repubblica Italiana, articoli 56 e 57.
12. ↑  Legge 24 gennaio 1979, n. 18, articolo 1.
13. ↑  Legge 14 gennaio 2011, n. 2, articolo 1.
14. ↑  Legge 23 febbraio 1995, n. 43, articoli 1 e 2.
15. 1 2  Decreto legislativo 18 agosto 2000, n. 267 – Testo unico delle leggi sull'ordinamento degli enti locali, articoli 71-73.
16. 1 2  Regione autonoma Valle d'Aosta, legge regionale 9 febbraio 1995, n. 4, e successive modifiche.
17. ↑  Decreto legislativo 18 agosto 2000, n. 267 – Testo unico delle leggi sull'ordinamento degli enti locali, articolo 17.
18. 1 2  Legge 7 aprile 2014, n. 56, articolo 1.
19. ↑  Decreto legislativo 18 agosto 2000, n. 267 – Testo unico delle leggi sull'ordinamento degli enti locali, articoli 74-75.
20. ↑  Costituzione della Repubblica Italiana, articolo 60.
21. ↑   Europa – Parlamento europeo, su europa.eu, Unione europea. URL consultato il 22 febbraio 2014 (archiviato il 22 febbraio 2014).
22. ↑  Legge 23 febbraio 1995, n. 43, articolo 8.
23. 1 2  Decreto legislativo 18 agosto 2000, n. 267 – Testo unico delle leggi sull'ordinamento degli enti locali, articolo 51.
24. 1 2 3 4  Costituzione della Repubblica Italiana, articolo 75.
25. 1 2 3 4  Costituzione della Repubblica Italiana, articolo 138.
26. 1 2 3  Costituzione della Repubblica Italiana, articolo 132.
27. 1 2  Costituzione della Repubblica Italiana, articolo 123.
28. 1 2  Legge costituzionale 26 febbraio 1948, n. 4 – Statuto speciale per la Valle d'Aosta, articolo 15.
29. 1 2  Provincia autonoma di Bolzano, legge provinciale 18 novembre 2005, n. 11, articolo 15.
30. ↑  Regio decreto 20 novembre 1859, n. 3778, articoli 1-18.
31. ↑  Regio decreto 24 settembre 1882, n. 999 – Testo unico della legge elettorale politica, articoli 1-14.
32. ↑  Legge 30 giugno 1912, n. 666, articoli 1-16.
33. ↑  Legge 16 dicembre 1918, n. 1985, articolo 2.
34. ↑  Legge 8 marzo 1975, n. 39, articolo 14.
35. ↑  Legge 24 gennaio 1979, n. 18, articolo 3.
36. ↑  Decreto del presidente della Repubblica 16 maggio 1960, n. 570 – Testo unico delle leggi per la composizione e la elezione degli organi delle amministrazioni comunali, articolo 18.
37. ↑  Decreto legislativo 12 aprile 1996, n. 197, articolo 3.
38. 1 2  Articolo 28 del codice penale italiano.
39. ↑  Decreto del presidente della Repubblica 20 marzo 1967, n. 223 – Testo unico delle leggi per la disciplina dell'elettorato attivo e per la tenuta e la revisione delle liste elettorali, articolo 2.
40. ↑  Costituzione della Repubblica Italiana, articolo 51.
41. ↑  Costituzione della Repubblica Italiana, articolo 56.
42. ↑  Costituzione della Repubblica Italiana, articolo 58.
43. ↑  Decreto del presidente della Repubblica 30 marzo 1957, n. 361 – Testo unico delle leggi recanti norme per la elezione della Camera dei deputati, articoli 7-10.
44. ↑  Decreto legislativo 20 dicembre 1993, n. 533 – Testo unico delle leggi recanti norme per la elezione del Senato della Repubblica, articolo 5.
45. ↑  Decreto legislativo 18 agosto 2000, n. 267 – Testo unico delle leggi sull'ordinamento degli enti locali, articolo 60.
46. ↑  Decreto legislativo 31 dicembre 2012, n. 235, articoli 1 e 4.
47. ↑  Decreto legislativo 31 dicembre 2012, n. 235, articolo 13.
48. ↑  Decreto legislativo 31 dicembre 2012, n. 235, articoli 7 e 10.
49. ↑  Decreto legislativo 18 agosto 2000, n. 267 – Testo unico delle leggi sull'ordinamento degli enti locali, articolo 248.
50. ↑  Costituzione della Repubblica Italiana, articolo 67.
51. ↑  Decreto del presidente della Repubblica 20 marzo 1967, n. 223 – Testo unico delle leggi per la disciplina dell'elettorato attivo e per la tenuta e la revisione delle liste elettorali, articolo 34.
52. ↑  Decreto del presidente della Repubblica 20 marzo 1967, n. 223 – Testo unico delle leggi per la disciplina dell'elettorato attivo e per la tenuta e la revisione delle liste elettorali, articolo 36.
53. ↑  Decreto del presidente della Repubblica 8 settembre 2000, n. 299, articolo 2.
54. 1 2  Decreto del presidente della Repubblica 16 maggio 1960, n. 570 – Testo unico delle leggi per la composizione e la elezione degli organi delle amministrazioni comunali, articolo 20.
55. ↑  Decreto del presidente della Repubblica 16 maggio 1960, n. 570 – Testo unico delle leggi per la composizione e la elezione degli organi delle amministrazioni comunali, articolo 35.
56. 1 2  Decreto del presidente della Repubblica 16 maggio 1960, n. 570 – Testo unico delle leggi per la composizione e la elezione degli organi delle amministrazioni comunali, articolo 41.
57. ↑  Decreto del presidente della Repubblica 16 maggio 1960, n. 570 – Testo unico delle leggi per la composizione e la elezione degli organi delle amministrazioni comunali, articolo 48.
58. ↑  Decreto del presidente della Repubblica 8 settembre 2000, n. 299, articolo 1.
59. ↑  Decreto del presidente della Repubblica 16 maggio 1960, n. 570 – Testo unico delle leggi per la composizione e la elezione degli organi delle amministrazioni comunali, articolo 50.
60. ↑  Legge 30 maggio 2008, n. 96 – Conversione in legge del decreto-legge 1º aprile 2008, n. 49, articolo 1.
61. 1 2  Legge 23 febbraio 1995, n. 43, articolo 2.
62. ↑  Legge 25 maggio 1970, n. 352, articoli 20 e 35.
63. ↑  Legge 27 gennaio 2006, n. 22 – Conversione in legge, con modificazioni, del decreto-legge 3 gennaio 2006, n. 1, articolo 1.
64. ↑  Decreto del presidente della Repubblica 16 maggio 1960, n. 570 – Testo unico delle leggi per la composizione e la elezione degli organi delle amministrazioni comunali, articolo 42.
65. ↑  Legge 15 gennaio 1991, n. 15, articoli 1 e 2.
66. ↑  Decreto del presidente della Repubblica 16 maggio 1960, n. 570 – Testo unico delle leggi per la composizione e la elezione degli organi delle amministrazioni comunali, articolo 40.
67. ↑  Decreto del presidente della Repubblica 30 marzo 1957, n. 361 – Testo unico delle leggi recanti norme per la elezione della Camera dei deputati, articoli 48-50.
68. ↑  Legge 27 dicembre 2001, n. 459.
69. ↑  Decreto del presidente della Repubblica 2 aprile 2003, n. 104.
70. ↑  Decreto del presidente della Repubblica 30 marzo 1957, n. 361 – Testo unico delle leggi recanti norme per la elezione della Camera dei deputati, articolo 103.
71. ↑  Legge 27 dicembre 2001, n. 459, articolo 18.
72. ↑  Decreto del presidente della Repubblica 30 marzo 1957, n. 361 – Testo unico delle leggi recanti norme per la elezione della Camera dei deputati, articolo 113.
73. 1 2  Decreto del presidente della Repubblica 16 maggio 1960, n. 570 – Testo unico delle leggi per la composizione e la elezione degli organi delle amministrazioni comunali, articolo 68.
74. ↑  Decreto del presidente della Repubblica 16 maggio 1960, n. 570 – Testo unico delle leggi per la composizione e la elezione degli organi delle amministrazioni comunali, articoli 64 e 69.
75. ↑  Decreto del presidente della Repubblica 16 maggio 1960, n. 570 – Testo unico delle leggi per la composizione e la elezione degli organi delle amministrazioni comunali, articolo 38.
76. ↑  Decreto del presidente della Repubblica 16 maggio 1960, n. 570 – Testo unico delle leggi per la composizione e la elezione degli organi delle amministrazioni comunali, articolo 46.
77. ↑  Decreto del presidente della Repubblica 16 maggio 1960, n. 570 – Testo unico delle leggi per la composizione e la elezione degli organi delle amministrazioni comunali, articolo 82.
78. ↑  Decreto del presidente della Repubblica 30 marzo 1957, n. 361 – Testo unico delle leggi recanti norme per la elezione della Camera dei deputati, articolo 87.
79. 1 2 3 4  Decreto del presidente della Repubblica 30 marzo 1957, n. 361 – Testo unico delle leggi recanti norme per la elezione della Camera dei deputati, articolo 18-bis.
80. 1 2 3 4  Decreto legislativo 20 dicembre 1993, n. 533 – Testo unico delle leggi recanti norme per la elezione del Senato della Repubblica, articolo 9.
81. ↑  Legge 21 marzo 1990, n. 53, articolo 14.
82. ↑  Decreto del presidente della Repubblica 30 marzo 1957, n. 361 – Testo unico delle leggi recanti norme per la elezione della Camera dei deputati, articolo 20.
83. 1 2 3  Legge 24 gennaio 1979, n. 18, articolo 12.
84. 1 2 3 4 5 6  Legge 23 febbraio 1995, n. 43, articolo 1.
85. ↑  Legge 17 febbraio 1968, n. 108, articolo 8.
86. 1 2  Legge 3 novembre 2017, n. 165, articoli 1 e 2.
87. ↑  Legge 20 febbraio 2009, n. 10, articolo 1.
88. ↑  Legge 24 gennaio 1979, n. 18, articolo 14.
89. ↑  Costituzione della Repubblica Italiana, articolo 122.
90. 1 2 3  Legge 23 febbraio 1995, n. 43, articolo 3.
91. ↑  Legge 23 febbraio 1995, n. 43, articolo 7.
92. ↑  Regione Abruzzo, legge regionale 2 aprile 2013, n. 9.
93. ↑  Regione Calabria, legge regionale 12 settembre 2014, n. 19 Archiviato il 18 gennaio 2015 in Internet Archive..
94. ↑  Regione Campania, legge regionale 27 marzo 2009, n. 4.
95. ↑  Regione Emilia-Romagna, legge regionale 23 luglio 2014, n. 21.
96. ↑  Regione autonoma Friuli-Venezia Giulia, legge regionale 18 giugno 2007, n. 17.
97. ↑  Regione Lombardia, legge regionale 31 ottobre 2012, n. 17.
98. ↑  Regione Marche, legge regionale 16 dicembre 2004, n. 27
99. ↑  Regione Puglia, legge regionale 9 febbraio 2005, n. 2.
100. ↑  Regione autonoma della Sardegna, legge regionale statutaria 12 novembre 2013, n. 1.
101. ↑  Regione Siciliana, legge regionale 20 marzo 1951, n. 29, e successive modifiche.
102. ↑  Regione Umbria, legge regionale 23 febbraio 2015, n. 4.
103. ↑  Regione Toscana, legge regionale 13 maggio 2004, n. 25 Archiviato il 3 marzo 2014 in Internet Archive..
104. ↑  Regione Veneto, legge regionale 16 gennaio 2012, n. 5, e successive modifiche.
105. ↑  Legge costituzionale 31 gennaio 2001, n. 2, articolo 4.
106. ↑  Provincia autonoma di Trento, legge provinciale 5 marzo 2003, n. 2, e successive modifiche.
107. ↑  Provincia autonoma di Bolzano, legge provinciale 8 maggio 2013, n. 5.
108. ↑  Regione autonoma Valle d'Aosta, legge regionale 12 gennaio 1993, n. 3, e successive modifiche.
109. ↑  Regione Siciliana, decreto presidenziale 20 agosto 1960, n. 3 – Testo unico delle leggi per la elezione dei consigli comunali nella Regione Siciliana.
110. 1 2  Decreto legislativo 18 agosto 2000, n. 267 – Testo unico delle leggi sull'ordinamento degli enti locali, articolo 72.
111. 1 2 3  Decreto legislativo 18 agosto 2000, n. 267 – Testo unico delle leggi sull'ordinamento degli enti locali, articolo 73.
112. ↑  Legge 8 marzo 1951, n. 122, articolo 9.
113. ↑  Decreto legislativo 18 agosto 2000, n. 267 – Testo unico delle leggi sull'ordinamento degli enti locali, articoli 74 e 75.
114. 1 2  Decreto legislativo 18 agosto 2000, n. 267 – Testo unico delle leggi sull'ordinamento degli enti locali, articolo 71.
115. ↑  Decreto del presidente della Repubblica 16 maggio 1960, n. 570 – Testo unico delle leggi per la composizione e la elezione degli organi delle amministrazioni comunali, articolo 60.
116. ↑  Legge 25 maggio 1970, n. 352, articolo 28.
117. ↑  Legge 25 maggio 1970, n. 352, articolo 32.
118. ↑  Legge 25 maggio 1970, n. 352, articolo 31.
119. 1 2  Legge 25 maggio 1970, n. 352, articolo 34.
120. 1 2  Legge 4 aprile 1956, n. 212, articolo 9.
121. ↑  Legge 24 aprile 1975, n. 130, articolo 7.
122. ↑  Legge 10 dicembre 1993, n. 515, articolo 3.
123. ↑  Legge 4 aprile 1956, n. 212, articolo 6.
124. ↑  Garante per la protezione dei dati personali, provvedimento 7 settembre 2005, punto 4.
125. ↑  Legge 22 febbraio 2000, n. 28, articolo 4.
126. ↑  Legge 22 febbraio 2000, n. 28, articoli 4-7.
127. ↑  Legge 6 novembre 2003, n. 313, articolo 3.
128. ↑  Legge 22 febbraio 2000, n. 28, articolo 8.
129. ↑  Decreto del presidente della Repubblica 30 marzo 1957, n. 361 – Approvazione del testo unico delle leggi recanti norme per la elezione della Camera dei deputati, articolo 115.
130. ↑  Legge 4 agosto 1993, n. 277 – Nuove norme per l'elezione della Camera dei deputati, articolo 1.
131. ↑  Decreto legislativo 20 dicembre 1993, n. 534, articolo 3 – Nuove norme per l'elezione della Camera dei deputati.

### Fonti secondarie
1. ↑   I deputati italiani della nona legislatura (2019-2024), su europarl.europa.eu. URL consultato l'8 luglio 2021.
2. ↑   Proposta di modifica n. 2.0.1 (testo 2) al DDL n. 1425, su www.senato.it, Senato della Repubblica. URL consultato il 13 maggio 2025.
3. 1 2   Federico Gonzato, Ai referendum i registri elettorali continueranno a essere divisi tra maschi e femmine, su Pagella Politica, 9 maggio 2025. URL consultato il 13 maggio 2025.
4. ↑   Utilizzo delle scuole per le consultazioni elettorali, su flcgil.it, FLC – CGIL, 12 febbraio 2013. URL consultato il 17 gennaio 2014 (archiviato il 17 gennaio 2014).
5. ↑  Borsi, p. 9.